# Trash (1970)
Trash (Alternativtitel: Andy Warhol’s Trash) ist ein US-amerikanischer Spielfilm aus dem Jahr 1970. Es ist neben Flesh (1968) und Heat (1972) der zweite Film der Morrissey/Dallesandro-Trilogie, die in der Factory von Andy Warhol entstand.

## Handlung
Joe, ein heruntergekommener Fixer, lebt mit seinem Lebensgefährten, dem Transvestiten Holly, in einer heruntergekommenen Behausung in New York City. Durch seine Drogenabhängigkeit ist er impotent geworden und versucht sich bei der Striptease-Tänzerin Geri ablenken zu lassen. Doch weder Oralverkehr noch ihr Tanzen können ihn animieren, stattdessen setzt er sich einen Schuss Heroin. Zurück in seiner Wohnung streitet er mit Holly über die heruntergekommene Behausung und den Müll, den Holly immer wieder anschleppt.
Joe geht auf die Straße und redet mit anderen Drogenabhängigen. Er lernt ein LSD-abhängiges Mädchen kennen und geht zu ihrer Wohnung, um sich einen Schuss zu setzen. Dabei quatscht das Mädchen ihn die ganze Zeit zu. Genervt versucht er sie zu vergewaltigen, doch er kriegt keinen mehr hoch. Zurück in der Wohnung räumt er auf. Holly schleppt einen Schüler namens Johnny an, der sich vor einem Konzert im Fillmore noch etwas zudröhnen möchte. Holly überredet ihn zu einer Spritze Heroin und leckt ihn danach ab.
Joe begeht anschließend einen Einbruch, wird jedoch von der Hausherrin erwischt. Diese versucht ihn anzumachen. Als ihr Ehemann Bruce nach Hause kommt, stellt sie ihn als alten Schulfreund vor. Joe badet und rasiert sich bei den beiden, währenddessen versucht die Frau, sie zu einem Dreier zu überreden. Da Joe keine Lust hat, will sie ihm beim Fixen zuschauen. Als die beiden aber denken, er habe eine Überdosis, schmeißen sie ihn raus. 
Zu Hause ist derweil Hollys schwangere Schwester, die die beiden bittet, ihr Kind zu übernehmen. Holly willigt ein, weil er dann Fürsorge bekommen würde. Holly macht es sich später am Abend mit einer Flasche und überredet Joe zu einem kalten Entzug. Holly und Joe gehen los, um neue Möbel zu besorgen. Als Joe zunächst alleine zurückkommt, überredet Hollys Schwester ihn zum Sex. Als sie gerade anfangen wollen, kommt Holly herein und macht ihnen eine Szene. Joe kann ihn gerade noch besänftigen. 
Sie beschließen nun, die Fürsorge anzuschwindeln. Holly staffiert sich als Schwangere aus und die beiden reden mit dem Sozialarbeiter. Dieser hat jedoch mehr Interesse an Hollys Schuhen und möchte diese ihm abkaufen. Als diese sich weigert, will er den beiden die Fürsorge nicht gewähren. Holly regt sich auf und springt auf und beschimpft den Sozialarbeiter. Dabei fällt das Kissen herunter und der Sozialarbeiter zieht wütend ab. Joe tröstet Holly.

## Hintergrund
Wie bereits Flesh, der erste Teil der Trilogie, ist der Film aus Andy Warhols Factory im Stil der Independentfilme der 1960er gedreht, ist aber schnitt- und tontechnisch etwas professioneller gestaltet. Wie bei Flesh war Joe Dallesandro der Hauptdarsteller. Mit Geraldine Smith ist eine weitere Schauspielerin aus dem ersten Teil der Trilogie vertreten. Transvestit Holly Woodlawn, eigentlich Harold Danhakl, bekam die zweite Hauptrolle, weil sie in einer Underground-Zeitung ein Skandal-Interview gab, in der er behauptete mit Warhol befreundet zu sein. Regisseur Paul Morrissey gab ihm eine kleine Rolle im Film. Auf Grund seiner schauspielerischen Leistung vergrößerte er die Rolle aber anschließend. Der im Film zu sehende Schüler Johnny war sein damaliger Freund, die beiden trennten sich aber 1970 nach einem lautstarken Streit. George Cukor startete 1970 eine Werbekampagne, damit Woodlawn eine Oscar-Nominierung als „beste weibliche Hauptdarstellerin“ erhalten sollte, scheiterte jedoch damit.
Der Film wurde an Originalschauplätzen in New York gedreht. Im Oktober 1969 begannen die Dreharbeiten in der 6th Street. Die damals noch unbekannte Schauspielerin Sissy Spacek hatte einen kleinen Auftritt, der jedoch später herausgeschnitten wurde.
Wie bereits beim Vorgängerfilm gab es im Vereinigten Königreich Probleme mit der British Board of Film Classification, die den Film nicht freigeben wollte. Mehrere Protestaktionen zeigten keinen Erfolg und am 21. September 1971 verweigerte auch das Greater London Council eine Freigabe. Im November wurde der Film auf dem London Film Festival gezeigt und die Zuschauer sollten für oder gegen eine Freigabe stimmen. Etwa 301 Personen sprachen sich für und nur sieben gegen eine Freigabe aus. Nachdem sich auch einige Filmkritiker in die Debatte einmischten, erhielt der Film schließlich am 17. November 1972 eine X-Freigabe (heute Restricted 18). Der Film erlebte dann am 8. Februar 1973 im London Pavilion seine offizielle Kinopremiere im Vereinigten Königreich.
Am 19. Februar 1971 hatte der Film seine Premiere in Deutschland. Der Film wurde in München uraufgeführt und entwickelte sich nach Easy Rider zum erfolgreichsten Film des Jahres.

## Kritiken
„Der Film gibt vor, ein Porträt totaler Lasterhaftigkeit in ‚antitabuistischer‘ Darstellungsweise zu sein, doch da Umgebung und gesellschaftlicher Hintergrund gänzlich fehlen, kommt kein kritischer oder analytischer Aspekt zur Wirkung.“